# Drammen-híd
A Drammen-híd közúti híd, amely a Drammenselva fölött ível át Drammen városában, Norvégiában. A hidat 1975-ben adták át a forgalomnak. A híd 1892 méter hosszú, leghosszabb nyílása 60 méter. A Drammen-híd Norvégia leghosszabb hídja. A híd 41 pilléren nyugszik és 11 méterrel magasodik a tenger szintje fölé a hídtest. A hídon halad át az E18-as európai út. 
A régi híddal párhuzamosan 2005-ben adták át a közvetlenül mellette futó hidat. Az új híd átadása után a régit lezárták, hogy kicseréljék a régi, szögletes pilléreket az újhoz is használt kerekded formájú pillérekre. A felújítás 2006 decemberében fejeződött be.

## Fordítás
Ez a szócikk részben vagy egészben  a   Drammen Bridge című angol Wikipédia-szócikk ezen változatának fordításán alapul.  Az eredeti cikk szerkesztőit annak laptörténete sorolja fel. Ez a jelzés csupán a megfogalmazás eredetét és a szerzői jogokat jelzi, nem szolgál a cikkben szereplő információk forrásmegjelöléseként.